# Saint-Bonnet-le-Bourg
Saint-Bonnet-le-Bourg ist eine französische Gemeinde mit 180 Einwohnern (Stand: 1. Januar 2022) im Département Puy-de-Dôme in der Region Auvergne-Rhône-Alpes (vor 2016 Auvergne). Sie gehört zum Arrondissement Ambert und zum Kanton Les Monts du Livradois (bis 2015 Kanton Saint-Germain-l’Herm).

## Geographie
Saint-Bonnet-le-Bourg liegt etwa 53 Kilometer südsüdöstlich von Clermont-Ferrand im Regionalen Naturpark Livradois-Forez. Nachbargemeinden von Saint-Bonnet-le-Bourg sind Saint-Germain-l’Herm im Norden und Westen, Saint-Bonnet-le-Chastel im Osten und Nordosten, Novacelles im Osten und Südosten, Doranges im Süden sowie Fayet-Ronaye im Westen und Südwesten.

## Bevölkerungsentwicklung
| Jahr                       | 1962 | 1968 | 1975 | 1982 | 1990 | 1999 | 2006 | 2013 |
| Einwohner                  | 312  | 262  | 246  | 249  | 199  | 126  | 141  | 138  |
| Quellen: Cassini und INSEE |      |      |      |      |      |      |      |      |

## Sehenswürdigkeiten
- Kirche Saint-Blaise aus dem 11./12. Jahrhundert, Monument historique